# Feldmark (Wesel)
Feldmark ist ein Ortsteil der Stadt Wesel, der sich direkt nördlich an die Innenstadt anschließt.

## Geographie

### Räumliche Lage
Der Ortsteil Feldmark – umgangssprachlich die Feldmark genannt – liegt nördlich der Weseler Innenstadt zwischen der Bocholter und Emmericher Straße im Norden und Osten, der Hafenbahn im Süden und dem Rheinaue-Park in der Weseler Aue im Westen. Weitere benachbarte Ortsteile sind im Norden Blumenkamp, im Osten Lackhausen, im Südosten Schepersfeld und im Nordwesten Flüren. Nur zu Flüren besteht eine klare räumliche Trennung, mit den anderen Ortsteilen und besonders dem Norden der Innenstadt ist die Feldmark hingegen zusammengewachsen.

### Das Zentrum
Das Zentrum der Feldmark bildet der Marktplatz, eingefasst von einer städtisch modernen Hochhaus-Kulisse, dem Ärztezentrum und dem 1965 errichteten evangelischen Gemeindezentrum Friedenskirche mit seinem markanten Kirchturm. Hinter den Hochhäusern liegt der Dorotheenpark am Holzweg mit einem großflächig angelegten Spielplatz, Bolz- und Spielflächen und einem kleinen Biotop.

### Das Hanseviertel
Seit einigen Jahren wird der in den 60er bis 80er-Jahren entstandene Kernbereich der Feldmark um das Hanseviertel östlich der Bahnstrecken erweitert. Hier wird der Versuch unternommen, Wohnen und Gewerbe gemeinsam nebeneinander anzusiedeln. Hervorzuheben ist auch das Wohnmodell, das die Sozialpsychiatrische Initiative Xanten mit dem Haus Alia für Menschen mit schweren psychischen Störungen geschaffen hat.

## Geschichte
Die Feldmark hatte bis Mitte des 19. Jahrhunderts einen überwiegend ländlichen Charakter. Hier existierten eine Reihe von Bauernhöfen, bis die umfangreichen Tonvorkommen in der Aue entdeckt wurden. Im heutigen zentralen Bereich an der Reeser Landstraße hatte die Weseler Tonindustrie (Firma Block) ihren Hauptsitz mit riesigen Brenn- und Trocknungshallen und im Grenzbereich zur Nachbargemeinde Flüren die Ziegelei Glückauf. 1891 wurde die evangelische und 1902 die katholische Feldmarkschule errichtet, 1920 eine katholische Notkirche eingeweiht, die 1952 dem heutigen Neubau der Herz-Jesu-Kirche wich.
Nachdem Ende der 50er-Jahre der Wiederaufbau der im Zweiten Weltkrieg zerstörten Innenstadt wohnungsmäßig im Wesentlichen als abgeschlossen betrachtet werden konnte, war der Wohnraumbedarf noch längst nicht befriedigt. Nach langwierigen Verhandlungen wurde die Stadt in das Städtebauprogramm NRW aufgenommen. Für die Durchführung dieses Bauprojektes wurde der Bereich Feldmark im Norden der Stadt vorgesehen.
Schon am 15. Oktober 1960 konnte mit dem ersten Bauabschnitt begonnen werden und am 8. März 1961 folgte bereits der zweite. Vorher waren umfangreiche Erschließungsmaßnahmen (Be- und Entwässerung, Straßenbau) durchgeführt worden. Das Gesamtprogramm umfasste über 800 Wohnungseinheiten für nahezu 9 Millionen DM öffentlicher Mittel. Das neuzeitliche Gesicht des neu entstandenen Stadtteils mit Einfamilien-Häusern und Reiheneigenheimen verschiedener Typen sowie Mietwohnhäusern veranlasste bald auch private Bauherren, Eigenheime oder auch Miethäuser in Wesel-Feldmark zu errichten. Der günstigen Lage zur Schill-Kaserne wegen wurden in der Feldmark zusätzlich zahlreiche Wohnungen für die Bundeswehr errichtet.

## Infrastruktur und Wirtschaft
Die Feldmark verfügt über eine weitreichende Infrastruktur mit unterschiedlichen Einkaufsmöglichkeiten des täglichen Bedarfs. Ergänzt wird das Angebot durch die beiden Kirchengemeinden.
Im ÖPNV wird die Feldmark über den Haltepunkt Wesel-Feldmark der Hollandstrecke durch Regionalbahnverbindungen nach Duisburg (–Düsseldorf) und Emmerich und durch Busverbindungen in die Innenstadt, nach Flüren–Bislich–Rees und Hamminkeln erschlossen.

### Betriebe und Einrichtungen
In der Weseler Feldmark haben sich im Laufe der Jahre wichtige Betriebe angesiedelt, wie zum Beispiel das Getränke-Unternehmen Stams, eine Niederlassung der Coca-Cola GmbH in Berlin.
Eine von 52 Messstationen des Landesumweltamtes NRW befindet sich hier, um Windgeschwindigkeit, Temperatur und Niederschläge, den Anteil an Kohlenmonoxid, Stickoxiden, Schwefeldioxiden und die Staubkonzentration sowie die Ozonwerte festzustellen. Die Messergebnisse werden auf Videotext-Tafel 178 des WDR Fernsehens und im Internet bekanntgegeben.
Nicht zuletzt haben die Kreishandwerkerschaft als Leitstelle des Handwerks, die Kreispolizeibehörde, die Kreisverwaltung, das RWE Rhein-Ruhr-Regionalzentrum Niederrhein und die Agentur für Arbeit ihren Sitz in der Feldmark.
Die Firma ISIS IC GmbH, als wichtiges Unternehmen im Bereich Internet of Things, Funk- und Mobiltechnik, ist im Hanseviertel ansässig.

### Schulen und Jugendförderung
In der Feldmark befinden sich zwei Schulzentren, das Schulzentrum Feldmark mit dem Konrad-Duden-Gymnasium, der Konrad-Duden-Realschule sowie das Berufskolleg, jeweils mit einer bzw. zwei Sporthallen und eine Eissporthalle. Außerdem ist in der Feldmark noch eine Grundschule (Gemeinschaftsgrundschule Feldmark). In der Jugendförderung sind die beiden Kirchengemeinden mit der KJG Herz-Jesu und dem Café Bäng der evangelischen Kirchengemeinde sowie die Stadt mit ihrem Bürgerladen am Marktplatz tätig. Weiterhin existieren elf Spielplätze und weitere fünf Bolzplätze.

### Haltepunkt Wesel-Feldmark
Wesel-Feldmark ist ein Haltepunkt an der Hollandstrecke Oberhausen – Emmerich – Arnhem. Diese ist als Teil der Route Rotterdam – Genua eine wichtige Gütermagistrale. Außerdem verkehren auf ihr Personenfern- und Personennahverkehrszüge. Die Bahnstrecke Wesel – Bocholt verläuft in der Nähe zum Haltepunkt, besitzt jedoch erst im Stadtteil Blumenkamp einen Bahnsteig. Der Haltepunkt wurde zwischen 1954 und 1957 eröffnet.
| Linie | Zuglauf/Name | Takt   | Betreiber |
| ----- | --- | ------ | --------- |
| RE 19 | Rhein-IJssel-Express: Arnhem Centraal – Zevenaar – Emmerich-Elten – Emmerich – Praest – Millingen (b Rees) – Empel-Rees – Haldern (Rheinl) – Mehrhoog – Wesel Feldmark – Wesel – Friedrichsfeld (Niederrhein) – Voerde (Niederrhein) – Dinslaken – Oberhausen-Holten – Oberhausen-Sterkrade – Oberhausen Hbf – Duisburg Hbf – Düsseldorf Flughafen – Düsseldorf Hbf Stand: Fahrplanwechsel Dezember 2023 | 60 min | VIAS      |

Der Haltepunkt wird durch die Haltestelle Stoppenbergstraße erschlossen. Diese wird von der Linie 83 der NIAG bedient.
| Linie | Linienverlauf |
| ----- | --- |
| 83    | Wesel-Lackhausen, Konrad-Duden-Straße – Stoppenbergstraße/Bf Feldmark – Wesel Martinistraße – Wesel Bf – Wesel-Fusternberg – Wesel, Im Buttendicksfeld |